# John Boye
Pour les articles homonymes, voir Boye.
John Boye, né le 23 avril 1987 à Accra, est un footballeur international ghanéen qui évoluait au poste de défenseur central.

## Biographie

### En club
Au Ghana, John Boye évolue avec les Heart of Lions. John Mensah, alors défenseur au Stade rennais mais en partance pour l'Olympique lyonnais recommande le jeune Boye au club breton. Après un essai concluant et le règlement d'un imbroglio juridique dû à un pré-engagement du joueur avec le club israélien de l'Hapoël Petah-Tikvah, Boye est prêté (avec option d'achat) pour un an au Stade rennais. En fin de saison 2008-2009, l'option d'achat est levée.
Il faut attendre le 12 février 2011 pour le voir jouer son premier match de Ligue 1, contre l'OGC Nice, avec les Rouge et Noir. Malgré quatre saisons au en Bretagne, il ne parvient pas à s'installer comme un défenseur fiable et constant dans l'équipe. À l'été 2014, après six années passées en Bretagne, son contrat n'est pas renouvelé et il quitte le club. Il s'engage alors pour le club turc du Kayseri Erciyesspor. À la suite de la relégation du club en D2 turque, il le quitte mais reste au pays, s'engageant en faveur de Sivasspor le 20 août 2015.
Le 21 juin 2018, en fin de contrat avec le club turc de Sivasspor, il s'engage pour deux années, plus une en option, avec le FC Metz, et y retrouve Frédéric Antonetti, l'entraîneur l'ayant lancé en Ligue 1 avec le Stade rennais sept ans plus tôt. Élément essentiel de la défense, il devient rapidement titulaire indiscutable. Auteur de deux buts lors de la seconde partie de saison face à Strasbourg puis contre Nîmes, il est un grand artisan du maintien du FC Metz en Ligue 1. À l'issue de la saison 2019-2020, il prolonge son contrat d'un an avec le club. 
Le 31 août 2021, libre de tout contrat, il rejoint le club saoudien d'Al-Fayha, pensionnaire de première division. 

### En sélection nationale
Il devient international avec l'équipe du Ghana en juin 2008. Pour un match de qualification à la Coupe du monde 2010 face au Gabon, il rentre en jeu aux côtés de John Mensah en défense centrale.

## Statistiques
| Saison                | Club                      | Championnat           | Championnat | Championnat | Coupe nationale | Coupe nationale | Coupe de la Ligue | Coupe de la Ligue | Compétition(s) continentale(s) | Compétition(s) continentale(s) | Compétition(s) continentale(s) | Ghana | Ghana | Total | Total |
| Saison                | Club                      | Division              | M.          | B.          | M.              | B.              | M.                | B.                | Comp.                          | M.                             | B.                             | M.    | B.    | M.    | B.    |
| 2007-2008             | Heart of Lions            | Premier Division      | -           | -           | -               | -               | -                 | -                 | -                              | -                              | -                              | 1     | 0     | 1     | 0     |
| 2008-2009             | Heart of Lions            | Premier Division      | -           | -           | -               | -               | -                 | -                 | -                              | -                              | -                              | 1     | 0     | 1     | 0     |
| 2008-2009             | Stade rennais FC B (prêt) | -                     | 24          | 3           | -               | -               | -                 | -                 | -                              | -                              | -                              | 1     | 0     | 25    | 3     |
| 2009-2010             | Stade rennais FC B        | -                     | 25          | 1           | -               | -               | -                 | -                 | -                              | -                              | -                              | -     | -     | 25    | 1     |
| 2010-2011             | Stade rennais FC          | Ligue 1               | 10          | 0           | -               | -               | -                 | -                 | -                              | -                              | -                              | 1     | 0     | 11    | 0     |
| 2011-2012             | Stade rennais FC          | Ligue 1               | 23          | 0           | 2               | 1               | -                 | -                 | C3                             | 4                              | 0                              | 8     | 0     | 37    | 1     |
| 2012-2013             | Stade rennais FC          | Ligue 1               | 24          | 2           | 0               | 0               | 3                 | 0                 | -                              | -                              | -                              | 14    | 3     | 41    | 5     |
| 2013-2014             | Stade rennais FC          | Ligue 1               | 10          | 0           | 2               | 0               | 0                 | 0                 | -                              | -                              | -                              | -     | -     | 12    | 0     |
| 2014-2015             | Kayseri Erciyesspor       | Süper Lig             | 23          | 2           | 0               | 0               | 0                 | 0                 | -                              | -                              | -                              | 10    | 1     | 33    | 3     |
| 2015-2016             | Sivasspor                 | Süper Lig             | 26          | 4           | 0               | 0               | 0                 | 0                 | -                              | -                              | -                              | -     | -     | 26    | 4     |
| 2016-2017             | Sivasspor                 | Süper Lig             | 25          | 3           | 5               | 1               | 0                 | 0                 | -                              | -                              | -                              | -     | -     | 30    | 4     |
| 2017-2018             | Sivasspor                 | Süper Lig             | 9           | 1           | 0               | 0               | 0                 | 0                 | -                              | -                              | -                              | -     | -     | 9     | 1     |
| 2018-2019             | Metz                      | Ligue 2               | 36          | 1           | 1               | 0               | 2                 | 0                 | -                              | -                              | -                              | -     | -     | 39    | 1     |
| 2019-2020             | Metz                      | Ligue 1               | 24          | 2           | 1               | 0               | 2                 | 0                 | -                              | -                              | -                              | -     | -     | 27    | 2     |
| 2020-2021             | Metz                      | Ligue 1               | 35          | 1           | 0               | 0               | 0                 | 0                 | -                              | -                              | -                              | -     | -     | 35    | 1     |
| Total sur la carrière | Total sur la carrière     | Total sur la carrière | 346         | 15          | 11              | 2               | 7                 | 0                 | -                              | 4                              | 0                              | 67    | 4     | 435   | 21    |

## Buts en sélection
| Buts (4) en sélection de John Boye | Buts (4) en sélection de John Boye | Buts (4) en sélection de John Boye                         | Buts (4) en sélection de John Boye | Buts (4) en sélection de John Boye | Buts (4) en sélection de John Boye | Buts (4) en sélection de John Boye |
|                                    | Date                               | Lieu                                                       | Adversaire                         | Score                              | Résultat                           | Compétition                        |
| ---------------------------------- | ---------------------------------- | ---------------------------------------------------------- | ---------------------------------- | ---------------------------------- | ---------------------------------- | ---------------------------------- |
| 1.                                 | 13 janvier 2013                    | Stade Sheikh Zayed, Abou Dabi, Émirats arabes unis         | Tunisie                            | 1-2                                | 4-2                                | Match amical                       |
| 2.                                 | 28 janvier 2013                    | Nelson Mandela Bay Stadium, Port Elizabeth, Afrique du Sud | Niger                              | 0-3                                | 0-3                                | CAN 2013                           |
| 3.                                 | 16 juin 2013                       | Setsoto National Stadium, Maseru, Lesotho                  | Lesotho                            | 0-1                                | 0-2                                | Éliminatoires Coupe du monde 2014  |
| 4.                                 | 27 janvier 2015                    | Estadio de Mongomo, Mongomo, Guinée équatoriale            | Afrique du Sud                     | 1-1                                | 1-2                                | CAN 2015                           |

## Palmarès
- Champion de France de Ligue 2 en 2019 avec le FC Metz
- Équipe-type de Ligue 2 lors de la saison 2018-2019 avec le FC Metz